# دهه ۵۶۰ (پیش از میلاد)
دهه ۵۶۰ پیش از میلاد پنجاه و ششمین دهه قبل از مبدأ شروع تقویم میلادی است.

## رویدادها
- ۵۶۷ پیش از میلاد – آپریس، فرعون سابق با کمک امپراتوری بابل به مصر حمله کرد؛ اما توسط آماسیس دوم، فرعون سائیت (که با نام اخموس دوم نیز شناخته می‌شود) مغلوب شد.
- ۵۶۷ پیش از میلاد – سرویوس تولیوس، پادشاه روم، در ۲۵ مه به مناسبت پیروزی خود در مقابل تمدن اتروسک یک جشن تریومف را برپا کرد.
- ۵۶۲ پیش از میلاد – اویل-مردوک به‌عنوان پادشاه بابِل جانشین نبوکدنَصَر شد.
- ۵۶۰/۵۶۱ پیش از میلاد – کرزوس پادشاه لیدیه شد.